# Episodi di Bayside School (quarta stagione)
La quarta stagione del telefilm Bayside School è andata in onda nella NBC negli USA dal 12 settembre 1992 al 22 maggio 1993. In Italia la serie è stata trasmessa dal canale privato Italia 1. Mentre la messa in onda originale americana è stata soggetta a stravolgimenti totalmente arbitrari da parte della NBC (ragion per cui le quattro stagioni ufficiali non rispecchiano l'ordine cronologico della serie stessa), per le repliche e per i passaggi televisivi internazionali, le varie emittenti hanno ripristinato l'ordine corretto originale. Dal momento che in Italia, le quattro stagioni sono state trasmesse senza soluzione di continuità, l'ordine cronologico delle puntate non rispecchia quello della messa in onda originale.
| nº | Titolo originale               | Titolo italiano              | Prima TV USA      | Prima TV Italia  |
| -- | ------------------------------ | ---------------------------- | ----------------- | ---------------- |
| 1  | The Fight                      | Rivali per la pelle          | 12 settembre 1992 | 7 gennaio 1994   |
| 2  | Student-Teacher Week           | Studenti in cattedra         | 12 settembre 1992 | 12 gennaio 1994  |
| 3  | Screech's Spaghetti Sauce      | Un'ottima salsa              | 19 settembre 1992 | 15 gennaio 1994  |
| 4  | The New Girl                   | La nuova arrivata            | 19 settembre 1992 | 20 dicembre 1993 |
| 5  | The Bayside Triangle           | La sfilata di moda           | 26 settembre 1992 | 8 gennaio 1994   |
| 6  | Teen-Line                      | Un'amica speciale            | 26 settembre 1992 | 21 dicembre 1993 |
| 7  | Masquerade Ball                | Ballo in maschera            | 3 ottobre 1992    | 22 dicembre 1993 |
| 8  | Day of Detention               | Tutti in punizione           | 3 ottobre 1992    | 5 gennaio 1994   |
| 9  | Wrestling with the Future      | La borsa di studio           | 10 ottobre 1992   | 11 gennaio 1994  |
| 10 | Drinking and Driving           | Guida in stato di ebbrezza   | 10 ottobre 1992   | 27 dicembre 1993 |
| 11 | Love Machine                   | Ritorno di fiamma            | 17 ottobre 1992   | 29 novembre 1993 |
| 12 | Class Ring                     | Il signore degli anelli      | 17 ottobre 1992   | 4 gennaio 1994   |
| 13 | Isn't It Romantic?             | San Valentino                | 24 ottobre 1992   | 10 gennaio 1994  |
| 14 | The Will                       | L'eredità                    | 24 ottobre 1992   | 3 gennaio 1994   |
| 15 | The Teacher's Strike           | Lo sciopero dei professori   | 31 ottobre 1992   | 13 gennaio 1994  |
| 16 | Slater's Sister                | Il ballo del calzino         | 31 ottobre 1992   | 29 dicembre 1993 |
| 17 | The Senior Prom                | L'allegra quadriglia         | 7 novembre 1992   | 14 gennaio 1994  |
| 18 | The Video Yearbook             | L'annuario in videocassetta  | 7 novembre 1992   | 17 novembre 1993 |
| 19 | Screech's Birthday             | Un compleanno con imprevisti | 14 novembre 1992  | 26 ottobre 1993  |
| 20 | Snow White and the Seven Dorks | Solo per un bacio            | 14 novembre 1992  | 18 novembre 1993 |
| 21 | Earthquake                     | Terremoto                    | 21 novembre 1992  | 28 dicembre 1993 |
| 22 | Best Summer of My Life         | Ricordi d'estate             | 21 novembre 1992  | 18 dicembre 1993 |
| 23 | Slater's Friend                | Un camaleonte per amico      | 28 novembre 1992  | 23 ottobre 1993  |
| 24 | School Song                    | L'inno scolastico            | 28 novembre 1992  | 6 gennaio 1994   |
| 25 | The Time Capsule               | La classe del 2003           | 5 dicembre 1992   | 18 gennaio 1994  |
| 26 | Graduation                     | L'ultimo giorno di scuola    | 22 maggio 1993    | 17 gennaio 1994  |